# Čudo od djeteta
Čudo od djeteta (njem. Wunderkind) obično se dijete, koje pokazuje 
zadivljujuće sposobnosti ili vještine u određenim područjima, što se obično postiže tek u kasnijem životnom dobu. 
U znanosti se međutim izbjegava termin "čudo od djeteta", kao i koncept genija. Samo rijetko se rabi kao uglavnom sinonim za darovitost.

## Primjeri
Primjeri posebno istaknutih čuda od djeteta su primjerice: Wolfgang Amadeus Mozart i Teresa Milanollo na području glazbe, Magnus Carlsen, Sergey Karjakin, Paul Morphy i José Capablanca na području šaha, Carl Friedrich Gauss, Shakuntala Devi, Srinivasa Ramanujan, John von Neumann i Terence Tao na području matematike, Pablo Picasso i Wang Ximeng na području umjetnosti, Antonietta Meo na području vjere, Paul Thomas Anderson na području redateljstva i Saul Kripke na području filozofije.